# Raiford
Raiford é uma vila localizada no estado americano da Flórida, no condado de Union. Foi incorporada em 1971.

## Geografia
De acordo com o United States Census Bureau, a cidade tem uma área de 1,5 km², onde todos os 1,5 km² estão cobertos por terra.

### Localidades na vizinhança
O diagrama seguinte representa as localidades num raio de 24 km ao redor de Raiford.

## Demografia
Segundo o censo nacional de 2010, a sua população é de 255 habitantes e sua densidade populacional é de 172,7 hab/km². Possui 101 residências, que resulta em uma densidade de 68,4 residências/km². É a localidade que, em 10 anos, teve o maior crescimento populacional do condado de Union.